# Хардт (Вестервальд)
Хардт (нем. Hardt) — община в Германии, в земле Рейнланд-Пфальц.
Входит в состав района Вестервальд. Подчиняется управлению Бад Мариенберг (Вестервальд). Население составляет 437 человек (на 31 декабря 2010 года). Занимает площадь 1,88 км².